# Фреден
Фреден (нем. Vreden) — город в Германии, в земле Северный Рейн-Вестфалия.
Входит в состав района Боркен.  Население составляет 22 551 человек (на 31 декабря 2010 года). Занимает площадь 135,53 км². Официальный код  —  05 5 54 068.